# Цибівка (Кременчуцький район)
Цибі́вка —  село в Україні, у Козельщинській селищній громаді Кременчуцького району Полтавської області. Населення становить 14 осіб. До 2017 орган місцевого самоврядування — Мануйлівська сільська рада.
Після ліквідації Козельщинського району 19 липня 2020 року село увійшло до Кременчуцького району.

## Географія
Село Цибівка знаходиться на відстані 1 км від села Гайове та за 1,5 км від села Харченки. Місцевість навколо села заболочена, там багато невеликих зарослих озер.

## Історія
12 червня 2020 року, відповідно до розпорядження Кабінету Міністрів України № 721-р «Про визначення адміністративних центрів та затвердження територій територіальних громад Полтавської області», село увійшло до складу Козельщинської селищної громади.
19 липня 2020 року, в результаті адміністративно - територіальної реформи та ліквідації Козельщинського району, село увійшло до складу новоутвореного Кременчуцького району.